# Фальшпідлога

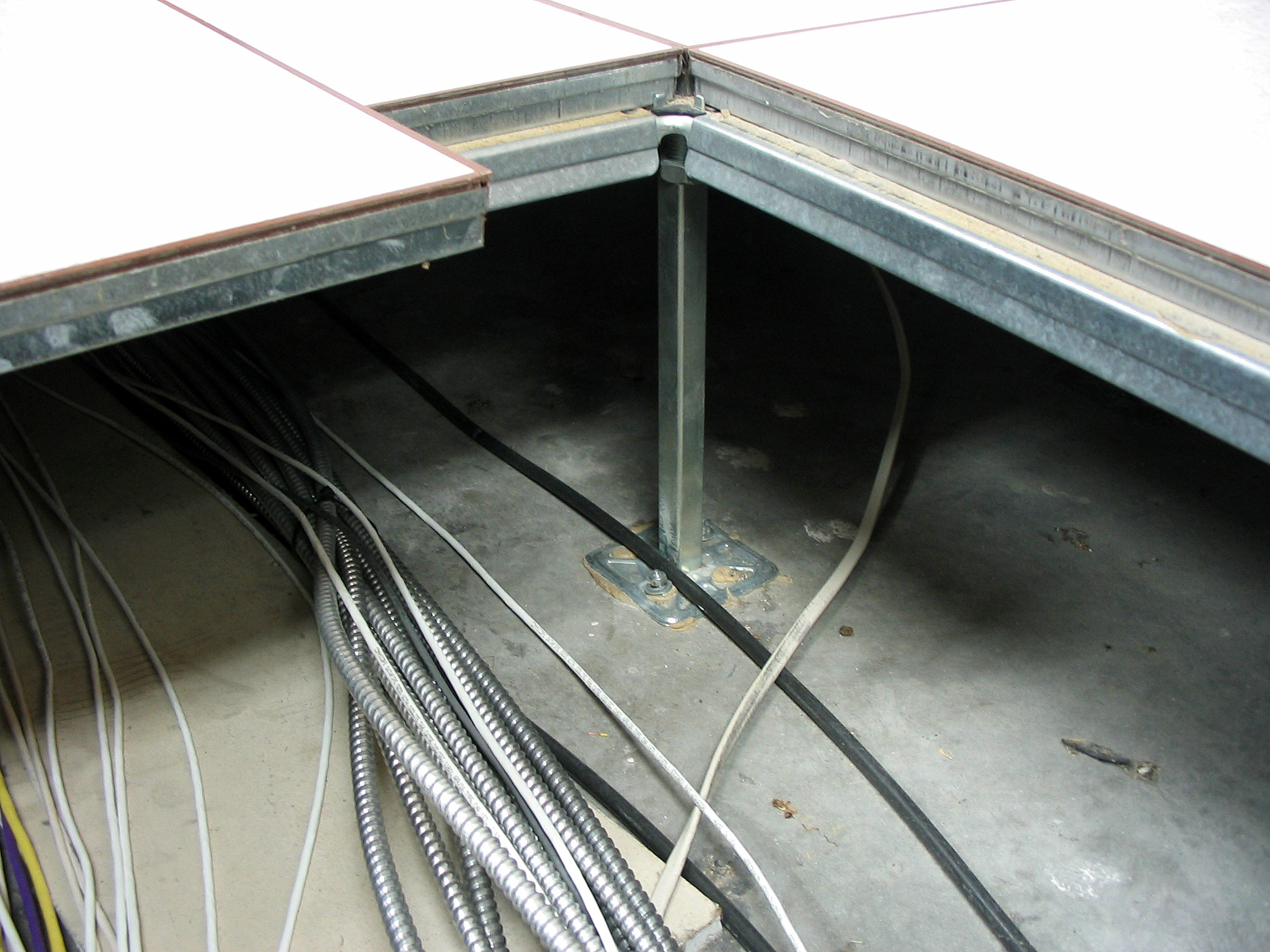
Фальшпідлога із комунікаціями

Фальшпідло́га є сучасною системою припіднятої підлоги, яка дозволяє проводити монтаж, обслуговування і демонтаж різних видів комунікацій: інформаційних, електричних, водопостачальних, каналізаційних систем кондиціонування та інших. Це проміжний простір простягається без перешкод по всьому приміщенню, що дозволяє мати доступ до комунікацій в будь-якому місці.

## Застосування
Конструкції фальшпідлог широко застосовуються як, в адміністративних будівлях, першу чергу офісних приміщеннях, комп'ютерних залах, радіо- і телестудіях, банках, виставкових площах, торгово-розважальних бізнес центрах, спорткомплексах, так і в приміщеннях промислового призначення, логістичних центрах, телефонних станціях, електрощитових, цехах з високим навантаженням на підлогу.

## Конструкція
Система фальшпідлоги складається з панелей розміром 600×600 мм, які встановлюється на площину, що складається з металевих п'єдесталів заввишки від 50 до 1 500 мм, що кріпляться до підлоги і з'єднуються між собою стрингерами.
Висота фальшпідлоги становить від 7 до 200 см, залежно від призначення.

## Матеріал
Існують конструкції на основі кальцію-сульфату і ДСП високої щільності, з різним покриттям (паркет, ПВХ, лінолеум або камінь).
- ДСП високої густини — мінімальна густина становить 720 кг/м3. Вони можуть бути покриті алюмінієвою фольгою, сталевим листом, ламінатом, килимовим покриттям. Кути панелі зрізані на 5° і захищені від вологи та пошкоджень шаром ПВХ (0,6 мм). Залежно від навантаження і пожежної безпеки плити знизу обшивають алюмінієвою фольгою або гальванізованою сталлю. Стандартний розмір плити — 600×600 мм, товщина — 28 або 38 мм (без урахування товщини покриття);
- Кальцієво-сульфатні плити мають високі протипожежні характеристики і добру звукоізоляцію; вони стійкіші до прогинів і менш чутливі до вологи. Панелі, з урахуванням вимог експлуатації приміщень можуть бути покриті алюмінієвою фольгою чи сталевим листом, керамогранітом, паркетом і ламінатом. Залежно від навантаження і пожежної безпеки плити знизу обшивають алюмінієвою фольгою або гальванізованою сталлю. Стандартний розмір — 600×600 мм, товщина — 36 мм (без урахування товщини покриття);
- Плити в сталевій коробці — це сталеві електропровідні плити із серцевиною з ДСП високої щільності; мають високу міцність і мінімальну товщину, на них можна накладати після монтажу різні покриття. Вони найкраще придатні для створення підлоги багатоцільового призначення. Так, сталеве антикорозійне облицювання завтовшки 0,5 мм забезпечує плитам стійкість зносу і довговічність. Стандартний розмір — 600×600 мм, товщина — 28 мм.

## Споживчі характеристики

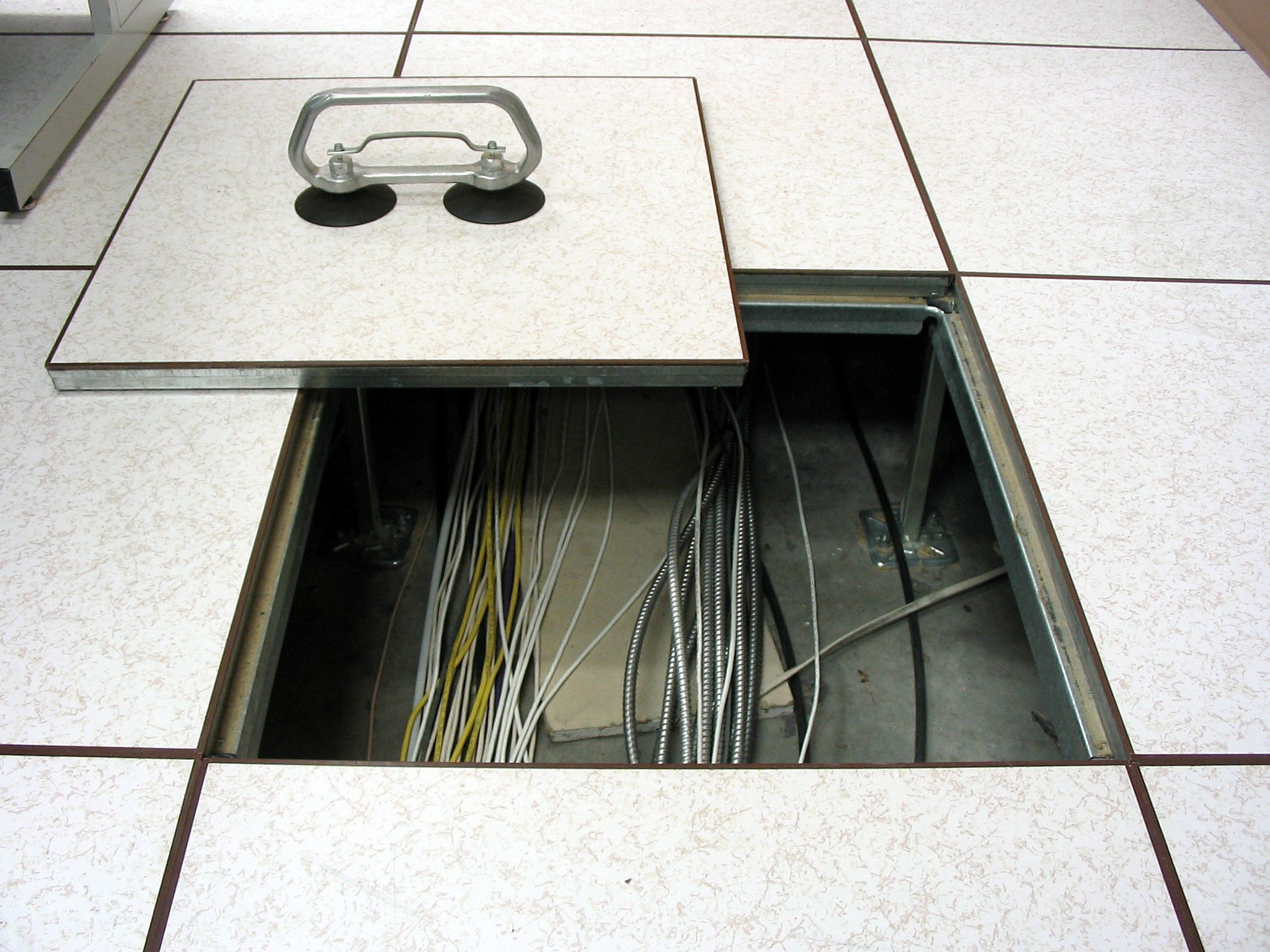
Ревізія комунікацій

Фальшпідлога — збірна конструкція, яку можна легко змонтувати і демонтувати. Її застосування дає можливість швидко здійснювати перепланування і або реорганізацію приміщення в зв'язку зі зміною його функцій, модернізацією чи реконструкцією.
Незаперечна перевага фальшпідлоги — простота в експлуатації.